# Schwanenburgbrücke

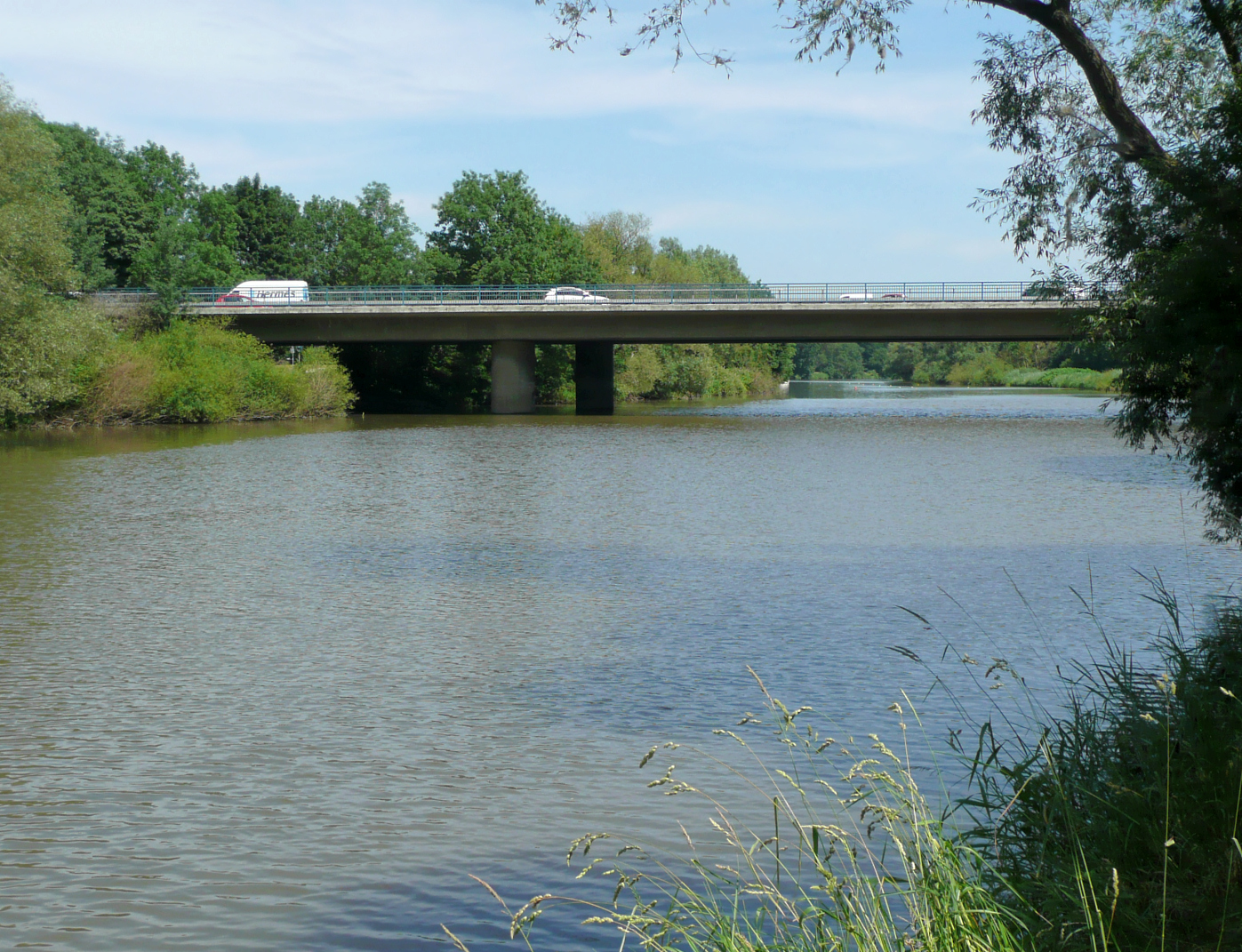
Schwanenburgbrücke

Die Schwanenburgbrücke in Hannover, zeitweilig schlicht auch Leinebrücke genannt, quert im Zuge des Westschnellweges die Leine. Der vor allem von Automobilen vielbefahrene Verkehrsweg wurde in den 1950er Jahren erbaut und verbindet die hannoverschen Stadtteile Nordstadt, Linden-Nord und Limmer.

## Geschichte und Beschreibung

### Limmer Brücke und Fährverkehr
An Stelle der Schwanenburgbrücke existierte ein älteres Brückenbauwerk:
Ein Segment der um 1655 gebauten Limmer Brücke war als Zugbrücke zu öffnen, um Schiffe passieren zu lassen. Der Einsturz der altersschwachen Brücke am 4. Juli 1895 forderte ein Todesopfer.
Als Brückenersatz wurde in der späten Gründerzeit des Deutschen Kaiserreichs ab 1895 eine Fähre zum Übersetzen zur Schwanenburg eingesetzt. Mitten im Ersten Weltkrieg unterhielt 1915 der „Ingenieur Schenk“ den Fährbetrieb, der erst 1925 eingestellt wurde.
Die Leinebrücke nahe der Fösse und der Limmer Windmühle passierten zur Zeit des Königreichs Hannover beispielsweise Georg V. von Hannover und Königin Marie bei Ausflügen von Herrenhausen aus; ein im Fürstenhaus Herrenhausen-Museum bewahrtes Ölgemälde von Eduard Frederich aus dem Jahr 1853 illustrierte solch eine Szene unter dem Titel „Rückkehr vom Kronsberg“.

### Schwanenburgbrücke

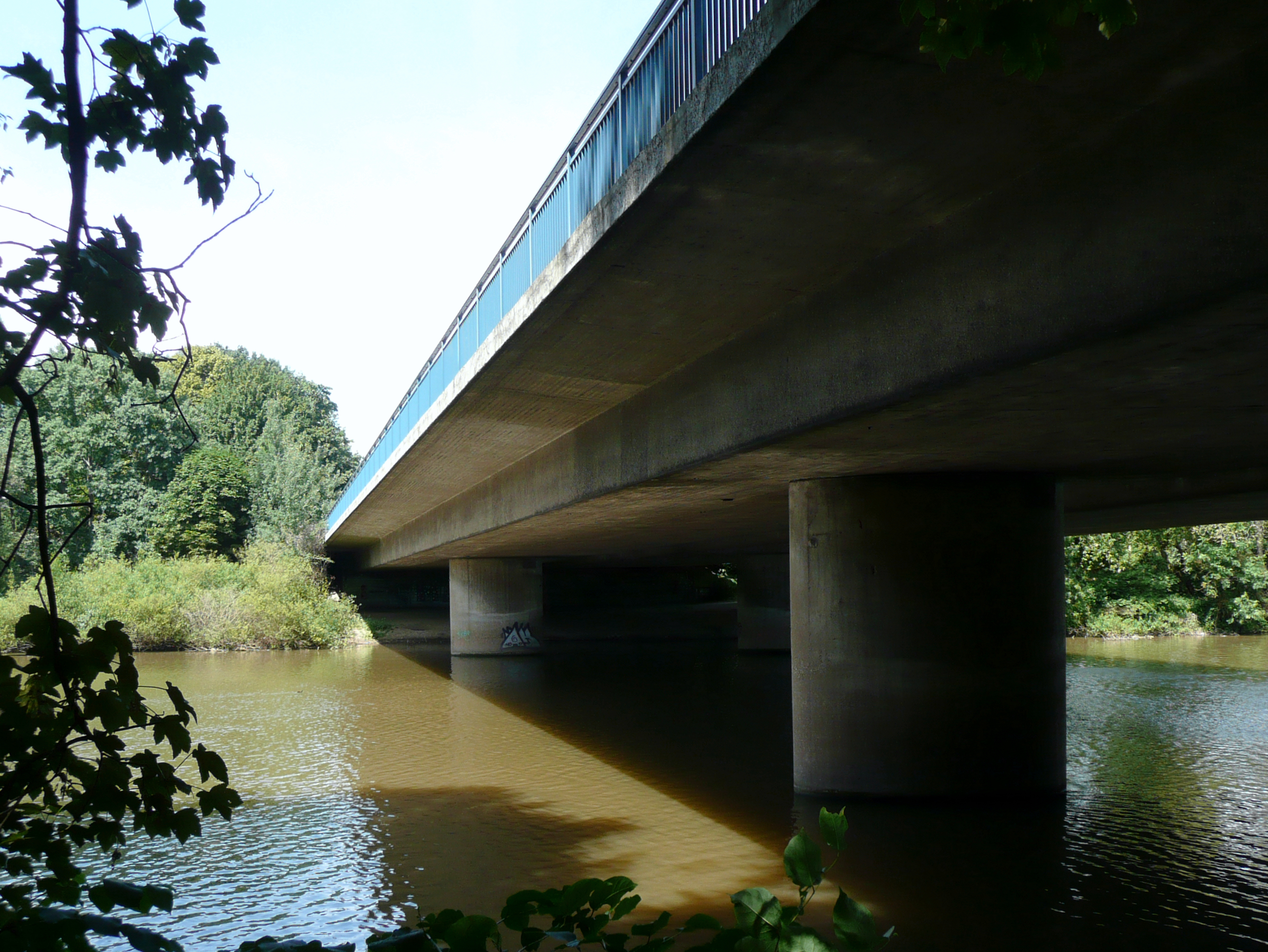
Seitliche Ansicht der Brücke

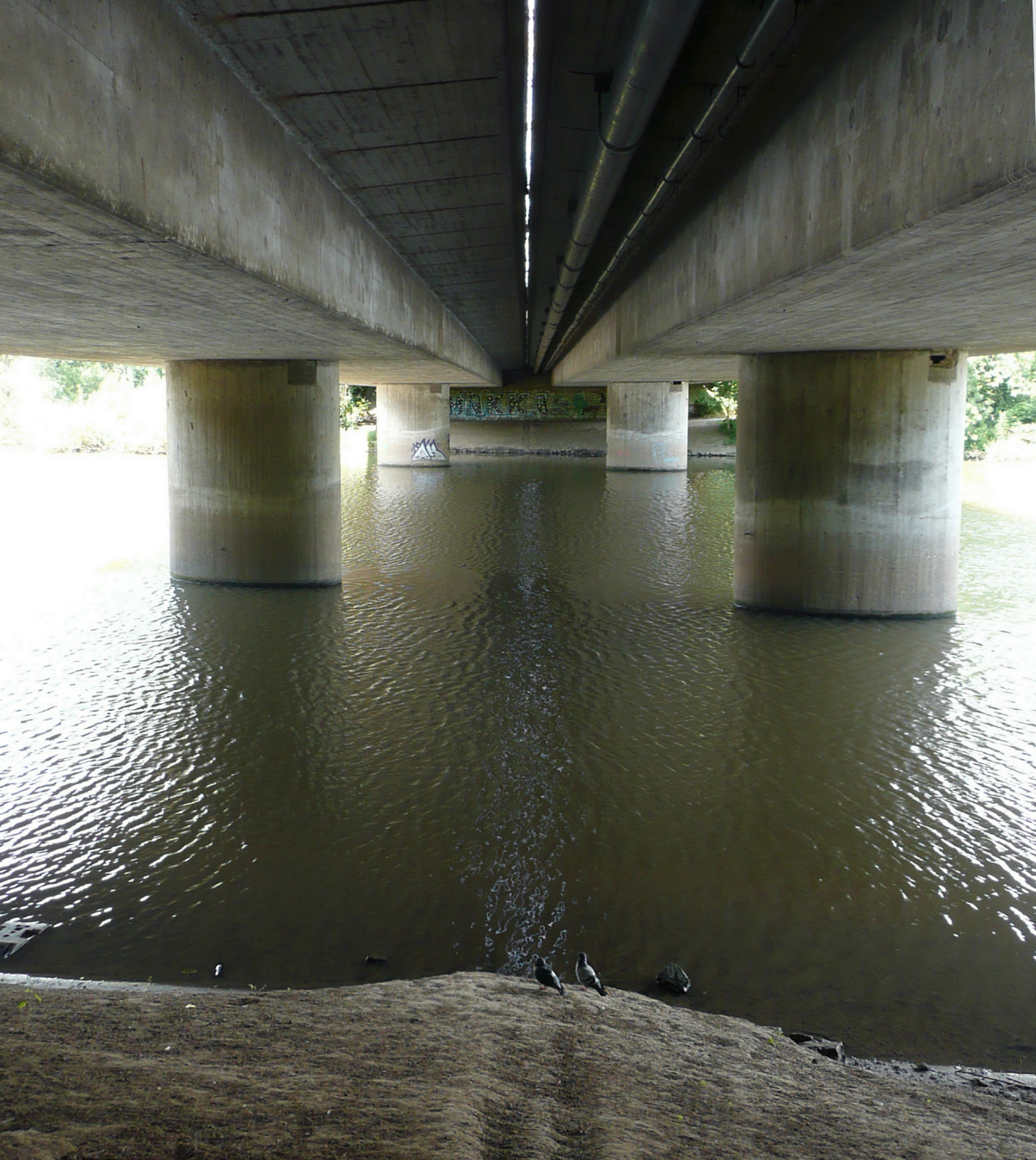
Die Brücke von unten

Die in der Nachkriegszeit in den Jahren von 1956 bis 1957 erbaute Schwanenburgbrücke gründet zum Teil als Flächengründung in Spundwänden in Schichten aus Kies und Schluff der Niederterrasse des Spätpleistozän. In den gleichen Kiesen sowie auf Kreide-Ton-Mergel gründet die Brücke teilweise aber auch auf Stahlbetonplatten.
Anfang des 21. Jahrhunderts hatte sich die Brücke als Teil des Westschnellweges zu einem Unfallschwerpunkt der niedersächsischen Landeshauptstadt entwickelt. Allein im Jahr 2010 wurden hier laut einer Unfallstatistik bei 60 Unfällen 14 Menschen im Straßenverkehr verletzt. Daher empfahl die Polizeidirektion Hannover einen Ausbau der Brücke durch einen zusätzlichen seitlichen Einfädel-Streifen zwischen der Limmerstraße und dem weiter nördlich verlaufenden Bremer Damm. Die mit einer halben Million Euro veranschlagten Kosten bei einer Bauzeit von mehr als sechs Wochen wurden von der niedersächsischen Landesbehörde für Straßenbau jedoch zunächst auf unbestimmte Zeit verschoben, da mit der geplanten Baumaßnahme auch die sogenannte „Entwässerungsrichtung“ geändert werden müsste: Statt wie bisher links und rechts ablaufendes Regenwasser müsste dann mittels dickerem Asphalt in die Mitte der Brückenkonstruktion geleitet werden; doch die Berechnungen und Analysen für eine veränderte Statik des alten Betonbauwerks waren im Frühjahr 2011 noch nicht abgeschlossen.